# Didier Sénac
Didier Senac, född den 2 oktober 1958 i Saint-Denis, Frankrike, är en fransk fotbollsspelare som tog OS-guld i fotbollsturneringen vid de olympiska sommarspelen 1984 i Los Angeles.